# Rote Armee Fraktion
 Der er for få eller ingen kildehenvisninger i denne artikel, hvilket er et problem. Du kan hjælpe ved at angive troværdige kilder til de påstande, som fremføres i artiklen.

Rote Armee Fraktion (forkortet med akronymet RAF) var en venstreekstremistisk terrororganisation, som var aktiv i Vesttyskland fra 1970 frem til begyndelsen af 1990'erne. RAF udførte bombeattentater, mordbrande, bankrøveri, bortførelser, gidseltagninger og dræbte talrige højprofilerede tyske politikere, embedsmænd og erhvervsledere i tillæg til et stort antal politimænd, sikkerhedsvagter og privatchauffører, noget som førte til national krise efterår 1977 (det tyske efterår).
RAF ville efter forbillede fra sydamerikanske venstreekstremistiske grupper, som f.eks. Tupamaros i Uruguay, føre væbnet kamp som ”byguerilla” mod ”systemet”, den herskende kapitalistiske stat og den ”amerikanske imperialisme”. De hævdede også at NATO-landene, særligt (Vest-)Tyskland, var styret af fascister. Navnet var inspireret af den sovjetiske Røde Hær, mens ”Fraktion” skulle illustrere tilknytningen til en større marxistisk bevægelse. RAF var i konservativ tysk presse også kendt som Baader-Meinhof-banden, efter to af medlemmerne, Andreas Baader og Ulrike Meinhof.
I RAF's historie er det muligt at skelne mellem tre forskellige ”generationer”, mellem hvilke der er lidt eller slet ingen personlig sammenhæng.

## Historie

### Oprindelse
RAFs rødder kan spores tilbage til studenteroprøret fra slutningen af 1960'erne. Den første RAF-generationen kom i hovedsagen fra den militante fløj af forskellige venstregrupperinger, kommunistiske udbryderpartier (”K-grupper”), og af den opløste ("udenomsparlamentariske oppositionelle") studenterbevægelse SDS.
I Tyskland ledte studenteroprøret til store uroligheder som da shahen af Iran, Mohammad Reza Pahlavi, besøgte Vest-Berlin i 1967. Efter en dag med voldelige protester hvor eksiliranere og tyske studenter deltog, besøgte shahen Deutsche Oper. Efter forestillingen blev studenten Benno Ohnesorg — som deltog i sin første demonstration — skudt i hovedet og dræbt af vesttysk politi. Det har senere vist sig, at drabsmanden Karl-Heinz Kurras var agent for DDR's hemmelige politi Stasi og medlem af det østtyske kommunistparti. Det vesttyske politiets reaktion mod studenterdemonstrationerne kan i dag betragtes som ganske brutale. Dette, sammen med forestillingen om statslig brutalitet i forbindelse med andre protester, og stærk opposition mod Vietnamkrigen og USA, fik Andreas Baader og Gudrun Ensslin sammen med Thorwald Proll og Horst Söhnlein 2. april 1969 til at sætte ild på to varehuse i Frankfurt, efter strategidiskussioner i studenterbevægelsen om legitimiteten til ”vold mod ting”.
Brandstifterne blev arresteret to dage senere og 31. oktober 1968 blev Baader, Ensslin, Proll og Söhnlein dømt mange års fængselsstraffe. Under retssagen traf Ensslin journalisten Ulrike Meinhof for første gang. Sagen blev anket til føderal højesteret, og de fire slap ud af fængslet med pligt til at melde sig for politiet regelmæssigt.
Da højesteret stadfæstede den tidligere dom gik brandstifterne under jorden. Sammen med deres forsvarer, Horst Mahler, bestemte de sig for at grundlægge en byguerilla-trop efter latinamerikansk forbillede (jf. Minihandbuch des Stadtguerilleros af Carlso Marighella og ”fokusteorien” til Che Guevara og Régis Debray). Denne plan blev dog ikke gennemført på grund af arrestationen af Andreas Baader. Den første aktion til RAF regnes derfor som den følgende befrielse af Baader fra fængsel.
Befrielsen blev gennemført 14. maj 1970. Andreas Baader var ført til Berlins Institut for sociale spørgsmål da Ulrike Meinhof hævdede, at hun ville skrive en bog om børnehjemsbørn sammen med ham. Anledningen blev benyttet til at befri Baader ved hjælp af skydevåben, og en ansat ved instituttet, Georg Linke, blev alvorlig skadet af et skud.
I opbygningsfasen fik gruppen statens opmærksomhed gennem en række bankrøverier, bil- og dokumenttyverier. RAF gik ud i offentligheden i april 1971 med strategiskriftet ”Byguerillakonceptet” (”Das Konzept Stadtguerilla”). Skriftet dannede grundlag for en landsomfattende jagt på de omkring halvtreds gruppemedlemmer.
Selv om det diskuteres om brandstiftelserne i Frankfurt var den egentlige grundlæggelse af RAF, regnes oftest befrielsen af Baader som grundlæggelsen. Dette svarede også til gruppens selvforståelse.

### Den første generation
Den "første generation" (Andreas Baader, Gudrun Ensslin, Holger Meins, Ulrike Meinhof, Jan-Carl Raspe og andre) var aktive fra 1970 til 1972. De ledende medlemmer blev arresteret i juni 1972, og der rejses tiltale mod dem i maj 1975 og efter 192 dage i retten, dømmes de til livsvarig fængsel for bl.a. mord.
I fængslet klagede terroristerne over de skærpede fængslingsvilkår, som de blev udsat for. De omtalte vilkårene som ”isolationstortur” (jf. menneskeretskonventionen), og krævede bl.a. at få status som krigsfanger. For at knytte vægt til deres krav blev der gennemført flere sultestrejker, som resulterede i at Meins døde i Wittlich-fængslet 9. november 1974. Aktionerne fik også, med hjælp af deres forsvarere (bl.a. de senere retsforfulgte advokater Horst Mahler og Klaus Croissant), resonans i almenheden. Blandt den første RAF-generations kendte forsvarere findes senere politikere for De grønne, såsom Hans-Christian Ströbele og senere indenrigsminister Otto Schily. Den franske filosof Jean-Paul Sartre blandede sig i diskussionen om de fængslede RAF-medlemmers afsoningsforhold og forsøgte at mægle i striden.
Den 25. april 1975 besatte seks tyske terrorister under navnet ”Kommando Holger Meins” dele af den tyske ambassade i Stockholm, og krævede at de fængslede RAF-ledere blev løsladt.
Da regeringen ikke efterkom kravene, blev militærattachéen oberstløjtnant Andreas von Mirbach og handelsattachéen Heinz Hillegart myrdet.
En af terroristerne udløste ved et uheld en eksplosion, som satte bygningen i brand. Branden tog livet af terroristen Ulrich Wessel, og påførte RAF-medlemmet Siegfried Hausner skader, som han senere døde af. De fire øvrige RAF-medlemmer blev senere dømt for forbrydelsen.
Ledende medlemmer af den «første generation» døde mellem 1976 og 1977 i fængslet. Efter at Meinhof døde, ifølge myndighederne som følge af selvmord, fulgte selvmordene af Baader, Ensslin og Raspe. I mellemtiden mislykkedes både bortførelsen af Hanns-Martin Schleyer og kapringen af Lufthansa-flyet ”Landshut” i at tvinge myndighederne til at løslade fangerne.
Irmgard Möller var den eneste af de fængslede som overlevede. Hun afviser den dag i dag den officielle forklaring om et planlagt, kollektivt selvmord. Omstændighederne ved dødsfaldene har givet grobund for en række konspirationsteorier, og nogle påstår, at myndighederne dræbte RAF-medlemmerne. Kort tid efter dødsfaldene rapporterede ugemagasinet Stern, at på grund af byggearbejde havde alarmsensorerne knyttet til nødudgangstrappen i fængslet været slået fra. Dermed kunne uautoriserede personer have fået adgang til fangerne. Enkelte har mistanke om indblanding fra sikkerhedstjenesterne; imidlertid findes der ingen beviser for dette. Konspirationsteoretikerne hævder, at omstændighederne omkring dødsfaldene, måden mordvåbnene blev brugt på, er grundlag for at stille spørgsmålstegn ved, om det var selvmord.

### Den anden generation
Den "anden generationen" voksede frem efter arrestationerne af størstedelen af den første generation, og prøvede efteråret 1977 ("det tyske efterår") at tvinge staten til at løslade den fængslede ”første generation” gennem kidnapningen af arbejdsgiverpræsidenten Hanns-Martin Schleyer.
For at øge presset mod den føderale regering, kaprede en gruppe arabiske terrorister fra Folkefronten til Palæstinas Befrielse Lufthansa-passagerflyet "Landshut", og førte det til Mogadishu i Somalia, og tog passagererne som gidsler. Gidselaktionen fik afslutning da tyske kommandosoldater fra GSG-9-gruppen befriede det kaprede fly i Somalia uden at en eneste passager blev skadet. Derimod blev tre af de fire terrorister skudt, den eneste overlevende var terroristen Souhaila Andrawes, som i dag lever i Norge.
Få timer efter befrielsesaktionen begik Baader, Ensslin og Raspe selvmord i deres celler (den såkaldte ”Stammheim-dødsnatten”). Derefter gjorde den nye RAF-generation alvor af deres trusler, og dræbte Hanns-Martin Schleyer.
Medlemmer af den ”anden generation” fik organisatorisk og finansiel hjælp fra DDR. Videre lykkedes det enkelte RAF-medlemmer med hjælp fra Stasi at gå under jorden i DDR. Efter at DDR brød sammen i 1989 blev medlemmernes nye identiteter afdækket. Susanne Albrecht, Inge Viett, Werner Lotze, Ekkehard Freiherr von Seckendorff-Gudent, Christine Dümlein, Monika Helbing, Silke Maier-Witt, Henning Beer, Sigrid Sternebeck og Ralf-Baptist Friedrich blev dømt for deres aktioner.

### Den tredje generation
Den ”tredje generation”, efter information fra den tyske overvågningstjeneste (BfV) en sammenslutning af op til 250 personer, var ansvarlig for gennemføringen af sabotageaktioner og flere mordanslag. De myrdede kendte personer fra tysk politik og erhvervsliv. Den ”hårde kerne” udgjorde ca. 15-20 personer.
Af den tredje generationens aktioner er attentatet på Siemens direktør Karl Heinz Beckurts, chefen for Deutsche Bank Alfred Herrhausen og chefen for Treuhandanstalt (som havde ansvaret for privatisering af det styrtede DDR-regimets ejendomme) Detlev Karsten Rohwedder mest kendt. Efterforskningen af disse drab er imidlertid endnu ikke afsluttet, og især om attentatet mod Herrhausen er det rejst tvivl, på trods af, at de tyske myndigheder udelukker, at nogen andre kan stå bag.
Den 4. juli 1993 kom det til skudveksling i Bad Kleinen ved Schwerin under arrestationen af RAF-medlemmerne Wolfgang Grams og Birgit Hogefeld. Den 26-årige GSG-9-tjenestemand Michael Newrzella og Grams døde. Efter oplysninger fra den senere efterforskning skød Grams, efter at han havde dræbt Newrzella med en medbragt pistol, sig selv for at undslippe arrestationen. Specielt i RAF-sympatiserende kredse spredtes mistanken om, at Grams blev skudt af en GSG-9 mand. Særlig eftersom flere uafhængige vidner hævdede dette.
Da forholdene omkring operationen blev gennemgået, fremkom der væsentlige mangler ved rapporten fra de forskellige efterforskningsorganer. På grund af den offentlige debat gik indenrigsminister Rudolf Seiters og rigsadvokat Alexander von Stahl af.
Wolfgang Grams blev anklaget for at have myrdet chefen for Treuhandanstalt, Detlev Karsten Rohwedder, den 1. april 1991 i Düsseldorf. Rigsadvokaten offentliggjorde, at man gennem en DNA-analyse af spor fra åstedet havde bevis for at Grams var medskyldig.
Den 15. september 1999 blev Andrea Klump og Horst Ludwig Meyer arresteret af østrigsk politi. Ved en skudveksling døde Meyer. På grund af Meyers dødsfald er sagen endnu ikke behandlet i retsvæsenet. Anklagen om at Klump var RAF-medlem er ikke klarlagt, og i en retsproces blev den tilbagekaldt.

### Opløsningen af RAF
Den 20. april 1998 blev en erklæring på otte sider offentliggjort, hvor RAF erklærede at de opløste sig selv. I erklæringen stod det: ”For snart 28 år siden, den 14. maj 1970, opstod ved en befrielsesaktion RAF. I dag afslutter vi dette projekt. Byguerrillaen i form af RAF er nu historie.”
Teksten i erklæringen er offentliggjort på Internettet (se www.kurtuluscephesi.com Arkiveret 4. april 2005 hos  Wayback Machine).

## Personer og aktioner

### Oversigt over vigtige RAF-aktioner
| Dato                          | Sted                             | Aktion | Bemærkninger |
| ----------------------------- | -------------------------------- | --- | --- |
| 11. maj 1972                  | Frankfurt am Main                | Bombeangreb på en amerikansk kaserne i Frankfurt forlagt der i rammen af NATO-samarbejdet                                                  | 1 person døde og 13 blev såret |
| 12. maj 1972                  | Augsburg og München              | Bombeangreb på en politiafdeling i Augsburg og Landeskriminalamt (statskriminalpolitiet) i München                                         | 5 polititjenestemænd blev skadet |
| 16. maj 1972                  | Karlsruhe                        | Bombeangreb på højesterettsdommer Buddenbergs bil                                                                                          | Hans hustru kørte bilen, og blev såret |
| 19. maj 1972                  | Hamburg                          | Bombeangreb mod forlagshuset Springer | 17 personer blev skadet |
| 24. maj 1972                  | Heidelberg                       | Bombeangreb på den amerikanske hærs hovedkvarter i Europa                                                                                  | 3 soldater døde, 5 blev såret |
| 10. november 1974             | Berlin                           | Berlins justiskammerpræsident (øverste dommer), Günther von Drenkmann, blev myrdet i sit hjem.                                             | |
| 27. februar-4. marts 1975     | Berlin                           | Bortførelse af lederen for CDU i Berlin, Peter Lorenz.                                                                                     | Lorenz blev sluppet fri efter at terroristenes krav var imødekommet. |
| 25. april 1975                | Stockholm                        | Gidselaktion mod den tyske ambassade i Stockholm. Militærattaché Andreas von Mirbach og handelsattaché Heinz Hillegart blev dræbt.         | 4 personer døde, deraf 2 terrorister |
| 27. juni-4. juli 1976         | Entebbe                          | Sammen med Folkefronten til Palæstinas Befrielse kapring af Air France-fly 139 med 246 passagerer. (Se operation Entebbe)                  | 10 personer døde, deraf 6 terrorister |
| 7. april 1977                 | Karlsruhe                        | Drab på rigsadvokat Siegfried Buback | Rigsadvokatens chauffør og en justitstjenestemand skudt og dræbt. |
| 30. juli 1977                 | Oberursel (Taunus)               | Bestyrelsesformanden for den kommercielle storbank Dresdner Bank, Jürgen Ponto, blev myrdet i sit hjem under et forsøg på at bortføre ham. | |
| 5. september 18. oktober 1977 | Köln og senere Mulhouse (Alsace) | Bortførelse af arbejdsgiverpræsidenten Hanns-Martin Schleyer. Schleyer blev senere myrdet med tre skud i hovedet.                          | Ved bortførelsen blev to polititjenestemænd, en sikkerhedsvagt og Schleyers privatchauffør dræbt.                                                                                              |
| 8. august 1985                | Wiesbaden/Frankfurt              | Den 20-årige amerikanske soldat Edward Pimental blev henrettet med nakkeskud.                                                              | RAF benyttede hans identitetskort for at placere en bilbombe på Rhein-Main-flypladsen. RAF og franske "Action Directe" vedkendte sig ansvaret for aktionen. 2 personer døde og 11 blev skadet. |
| 9. juli 1986                  | Straßlach (ved München)          | Bombeattentat og drab på Siemens-direktøren Karl Heinz Beckurts og hans privatchauffør Eckhard Groppler                                    | |
| 10. oktober 1986              | Bonn                             | RAF myrdede byrådchefen i udenrigsdepartementet, dr. Gerold von Braunmühl                                                                  | |
| 30. november 1989             | Bad Homburg v. d. Höhe           | Bombeattentat og drab på bankieren Alfred Herrhausen                                                                                       | Skyldsspørgsmålet er endnu ikke afgjort |
| 1. april 1991                 | Düsseldorf                       | Drab på lederen for Treuhandanstalt, Detlev Karsten Rohwedder, i hans hjem i Düsseldorf                                                    | Skyldsspørgsmålet er endnu ikke afgjort, men Wolfgang Grams deltagelse er bevist |
| 27. marts 1993                | Weiterstadt                      | Bombeangreb på den nye fængselsbygning ved Weiterstadt (nær Frankfurt-flypladsen).                                                         | Skyldsspørgsmålet er endnu ikke afgjort; ingen sårede, materielle skader på 123 millioner tyske mark.                                                                                          |

### RAF's ofre
Mellem 1970 og 1997 blev 34 personer dræbt af RAF, dette er:

Norbert Schmidt, Herbert Schoner, Hans Eckhard, Paul Bloomquist, Clyde Bronner, Ronald Woodward, Charles Peck, Andreas von Mirbach, Dr. Heinz Hillegaart, Fritz Sippel, Siegfried Buback, Wolfgang Göbel, Georg Wurster, Jürgen Ponto, Heinz Marcisz, Reinhold Brändle, Helmut Ulmer, Roland Pieler, Arie Kranenburg, Dr. Hanns-Martin Schleyer, Hans-Wilhelm Hansen, Dionysius de Jong, Johannes Goemans, Edith Kletzhändler, Dr. Ernst Zimmermann, Edward Pimental, Becky Bristol, Frank Scarton, Prof. Dr. Karl Heinz Beckurts, Eckhard Groppler, Dr. Gerold von Braunmühl, Dr. Alfred Herrhausen (omstridt), Dr. Detlev Karsten Rohwedder og Michael Newrzella (omstridt).

### RAF-medlemmer som døde
I det samme tidsrum døde 20 personer knyttet til RAF. Ved attentater, arrestationer, på grund af selvmord, sygdom eller ulykker døde:
Petra Schelm, Thomas Weisbecker, Holger Meins, Ulrich Wessel, Siegfried Hausner, Katharina Hammerschmidt, Ulrike Meinhof, Andreas Baader, Gudrun Ensslin, Jan-Carl Raspe, Ingrid Schubert, Willy-Peter Stoll, Michael Knoll, Elisabeth van Dyck, Juliane Plambeck, Wolfgang Beer, Sigurd Debus, Johannes Thimme, Wolfgang Grams og Horst Ludwig Meyer. 

Se også: Liste over ofrene på rafinfo.de
Kilde: Klaus Pflieger: Die Aktion "Spindy" – Die Entführung des Arbeitgeberpräsidenten Dr. Hanns-Martin Schleyer, Baden-Baden 1997. ISBN 3-7890-4598-5

### RAF-medlemmer, der sidder i fængsel
Med Eva Haule (siden 1986), Birgit Hogefeld (siden 1993 løsladt i 2011), Christian Klar (siden 1982, løsladt i 2008) og Brigitte Mohnhaupt (siden 1982, dog løsladt 2007) sidder endnu tre personer tidligere knyttet til RAF i tyske fængsler. Rolf Clemens Wagner, som hovedsagelig var aktiv i RAF i 1970'erne, blev løsladt 9. december 2003 efter 24 år i fængsel. Adelheid Schulz, som blev dømt til livsvarigt fængsel for bl.a. bortførelse og senere drabet på Hanns-Martin Schleyer, fik eftergivet straffen af præsident Johannes Rau. Schulz var allerede siden oktober 1998, af medicinske årsager, ude af fængsel. I oktober 2001 blev fængselsstraffen til Rolf Heißler ændret til løsladelse på prøve. Han blev i 1982 dømt til livsvarig fængselsstraf. Den tidligere terrorist Andrea Klump sidder (siden 2001) i fængsel. Hun bestrider endnu anklagen om tilknytning til RAF, og anklagen blev foreløbig trukket tilbage i en retsproces.

## Om RAF's teorier
Efter de skriftlige efterladenskaber efter RAF (i hovedsag fra ”den første generation”) kan man i udgangspunktet kategorisere RAF som en radikaliseret revolutionær-socialistisk gruppering. De satte sig ind i neomarxismen til den såkaldte Frankfurterskolen og knyttede sig desuden til denne efter radikaliseringen, selv om repræsentanterne for denne skole bestemte sig for at distancere sig fra terrorisme. I deres skrifter knytter de sig dels også til marxist-leninistiske teorier; man kan konstatere maoistiske tendenser.
RAF var tydelig fyldt af et erklæret had mod ”systemet” og statsapparatet til forbundsrepublikken Tyskland. De trak, som den ”udenomsparlamentariske opposition” (APO) før dem, frem det de hævdede var fascistiske tendenser i det vestlig-europæiske samfund, specielt den ”ufuldendte”, ”tilgivne” og Tysklands endnu fungerende nationalsocialistiske fortid. Den første generation (”Baader-Meinhof-gruppen”) og der specielt den tidligere journalisten Meinhof udviklet en venstreradikal intellektuel teori som til tider fremstår som overraskende klar. Den er præget af en entydig ideologi. Af venstreorienterede ”udenomsparlamentariske intellektuelle” i samtiden, som f.eks. Rudi Dutschke, blev indholdet i den radikaliserede teori og terroristpraksisen ikke støttet. I Dutschkes dagbøger så han
| Citat | "De negative følger af RAF's dumheder kan ses mange steder, hos CDU/CSU især, hos regeringen generelt og i de enkelte RAF-ulykker – det synes at hænge uadskilleligt sammen: de prøver alle at hæmme den politiske klassekamp!" (1.12.1974) | Citat |
|       | |       |

RAF-skrifterne/-positionerne blev, ikke mindst som følge af RAFs forbrydelser, ikke diskuteret i størstedelen af samfundet. I store dele gjaldt dette også i samme omfang for forskellige kritiske meningsytringer. RAFs synspunkter og synspunkter fremsat af RAF-sympatisører blev ikke set som seriøse bidrag til den politiske diskussion.

## Bearbejdelse

### Film
- Deutschland im Herbst, Tyskland 1978, regi: Rainer Werner Fassbinder, Volker Schlöndorff o.a.
- Die bleierne Zeit, spillefilm, Tyskland 1981, regi: Margarethe von Trotta
- Stammheim, doku-drama, Tyskland 1986, regi: Reinhard Hauff, manus: Stefan Aust
- Todesspiel, doku-drama, Tyskland 1997, regi: Heinrich Breloer
- Das Phantom, polit-thriller, Tyskland 1997, regi: Dennis Gansel
- Die innere Sicherheit, spillefilm, Tyskland 2000, regi: Christian Petzold
- Die Stille nach dem Schuss, spillefilm, Tyskland 2000, regi: Volker Schlöndorff
- Black Box BRD, dokumentarfilm, Tyskland 2001, regi: Andres Veiel
- Baader-Meinhof: In Love with Terror, dokumentarfilm, Storbritannia 2002
- Baader, spillefilm, Tyskland 2002, regi: Christopher Roth
- Starbuck Holger Meins, dokumentarfilm, Tyskland 2003, regi: Gerd Conradt
- Stockholm 75, dokumentarfilm, Sverige 2003, Regi: David Arnowitsch
- Andreas Baader - Der Staatsfeind, dokumentarfilm, Tyskland 2003, Regi: Klaus Stern
- Im Fadenkreuz-Deutschland & die RAF, dokumentarfilm, Tyskland
- Der Baader Meinhof Komplex, spillefilm, Tyskland 2008
- Wer wenn nicht wir, spillefilm, Tyskland 2011. Regi: Andres Veiel

### Billedkunst
- 18. oktober 1977 (Gemäldezyklus), 1988), af Gerhard Richter, i samlingen til Museum of Modern Art i New York.
- Zur Vorstellung des Terrors: Die RAF. Ausstellung, kontroversiel udstilling med værker fra 50 kunstnere, kunne ses frem til midten af maj 2005 i Berliner Kunst-Werken.